# Robin Lod
Robin Lod (Helsinki, 1993. április 17. –) finn válogatott labdarúgó, az amerikai Minnesota United középpályása.

## Pályafutása

### Klubcsapatokban
Lod a finn fővárosban, Helsinkiben született. Az ifjúsági pályafutását a SUMU csapatában kezdte, majd 2006-ban a HJK akadémiájánál folytatta.
2011-ben mutatkozott be a Klupi 04 felnőtt csapatában. 2011-ben az első osztályban szereplő HJK-hoz igazolt. A 2012-es szezon második felében a VPS csapatát erősítette kölcsönben. 2015-ben a görög Panathinaikósz szerződtette. Először a 2015. október 3-ai, Xánthi ellen 1–0-ra megnyert mérkőzés 83. percében, Abdul Jeleel Ajagunt váltva lépett pályára. Első gólját 2016. május 23-án, az AÉK ellen 3–0-ás győzelemmel zárult találkozón szerezte meg. 2018-ban a spanyol Sporting Gijón csapatához igazolt. 2018. augusztus 26-án, a Gimnàstic Tarragona ellen hazai pályán 2–0-ra megnyert bajnoki 70. percében, Álvaro Jiménez cseréjeként lépett pályára, majd 11 perccel később meg is szerezte első gólját a klub színeiben.
2019. július 16-án 5½ éves szerződést kötött az észak-amerikai első osztályban érdekelt Minnesota United együttesével. 2019. augusztus 4-én, a Portland Timbers ellen 1–0-ra megnyert mérkőzésen debütált. 2020. március 8-án, a San Jose Earthquakes ellen 5–2-es győzelemmel zárult találkozón megszerezte első gólját.

### A válogatottban
Lod az U18-as és az U21-es korosztályú válogatottakban is képviselte Finnországot.
2016-ban debütált a felnőtt válogatottban. Először a 2015. január 19-ei, Svédország ellen 1–0-ra megnyert mérkőzés 89. percében, Rasmus Schüllert váltva lépett pályára. Első válogatott gólját 2016. október 6-án, Izland ellen 3–2-re elvesztett VB-selejtezőn szerezte meg.

## Statisztikák
2022. szeptember 14. szerint
| Klub             | Szezon   | Osztály          | Bajnokság | Bajnokság | Kupa  | Kupa | Nemzetközi | Nemzetközi | Összesen | Összesen |
| Klub             | Szezon   | Osztály          | Meccs     | Gól       | Meccs | Gól  | Meccs      | Gól        | Meccs    | Gól      |
| ---------------- | -------- | ---------------- | --------- | --------- | ----- | ---- | ---------- | ---------- | -------- | -------- |
| HJK              | 2011     | Veikkausliiga    | 2         | 1         | 0     | 0    | —          | —          | 2        | 1        |
| HJK              | 2012     | Veikkausliiga    | 5         | 0         | 0     | 0    | 1          | 0          | 6        | 0        |
| HJK              | 2013     | Veikkausliiga    | 28        | 7         | 0     | 0    | —          | —          | 28       | 7        |
| HJK              | 2014     | Veikkausliiga    | 28        | 6         | 4     | 1    | 12         | 2          | 44       | 9        |
| HJK              | 2015     | Veikkausliiga    | 10        | 1         | 5     | 3    | —          | —          | 15       | 4        |
| HJK              | Összesen | Összesen         | 73        | 15        | 9     | 4    | 13         | 2          | 95       | 21       |
| VPS (kölcsönben) | 2012     | Veikkausliiga    | 11        | 2         | 0     | 0    | —          | —          | 11       | 2        |
| Panathinaikósz   | 2015–16  | Szuperliga       | 16        | 2         | 1     | 0    | 3          | 0          | 20       | 2        |
| Panathinaikósz   | 2016–17  | Szuperliga       | 29        | 5         | 5     | 0    | 9          | 0          | 43       | 5        |
| Panathinaikósz   | 2017–18  | Szuperliga       | 30        | 5         | 1     | 0    | 4          | 2          | 35       | 7        |
| Panathinaikósz   | Összesen | Összesen         | 75        | 12        | 7     | 0    | 16         | 2          | 98       | 14       |
| Sporting Gijón   | 2018–19  | Segunda División | 23        | 4         | 2     | 0    | —          | —          | 25       | 4        |
| Minnesota United | 2019     | MLS              | 11        | 0         | 2     | 1    | —          | —          | 13       | 1        |
| Minnesota United | 2020     | MLS              | 26        | 10        | 0     | 0    | —          | —          | 26       | 10       |
| Minnesota United | 2021     | MLS              | 24        | 9         | 0     | 0    | —          | —          | 24       | 9        |
| Minnesota United | 2022     | MLS              | 29        | 6         | 1     | 0    | —          | —          | 30       | 6        |
| Minnesota United | Összesen | Összesen         | 90        | 25        | 3     | 1    | 0          | 0          | 93       | 26       |
| Összesen         | Összesen | Összesen         | 272       | 58        | 21    | 5    | 29         | 4          | 322      | 67       |

### A válogatottban
| Válogatott | Év       | Pályára lépés | Gól |
| ---------- | -------- | ------------- | --- |
| Finnország | 2015     | 4             | 0   |
| Finnország | 2016     | 8             | 1   |
| Finnország | 2017     | 7             | 2   |
| Finnország | 2018     | 10            | 0   |
| Finnország | 2019     | 10            | 0   |
| Finnország | 2020     | 2             | 1   |
| Finnország | 2021     | 11            | 1   |
| Finnország | 2022     | 8             | 0   |
| Finnország | 2023     | 4             | 1   |
| Finnország | 2024     | 10            | 0   |
| Finnország | 2025     | 2             | 0   |
| Összesen   | Összesen | 76            | 6   |

#### Góljai a válogatottban
| # | Időpont            | Helyszín                                          | Ellenfél            | Gólok | Eredmény | Kiírás                            |
| - | ------------------ | ------------------------------------------------- | ------------------- | ----- | -------- | --------------------------------- |
| 1 | 2016. október 6.   | Laugardalsvöllur, Reykjavík, Izland               | Izland              | 2–1   | 2–3      | 2018-as VB-selejtező              |
| 2 | 2017. november 9.  | Bolt Arena, Helsinki, Finnország                  | Észtország          | 2–0   | 3–0      | Barátságos mérkőzés               |
| 3 | 2017. november 9.  | Bolt Arena, Helsinki, Finnország                  | Észtország          | 3–0   | 3–0      | Barátságos mérkőzés               |
| 4 | 2020. november 16. | Vaszil Levszki Nemzeti Stadion, Szófia, Bulgária  | Bulgária            | 2–0   | 2–1      | 2020–2021-es UEFA Nemzetek Ligája |
| 5 | 2021. november 13. | Bilino Polje Stadion, Zenica, Bosznia-Hercegovina | Bosznia-Hercegovina | 2–0   | 3–1      | 2022-es VB-selejtező              |
| 6 | 2023. november 17. | Olimpiai Stadion, Helsinki, Finnország            | Észak-Írország      | 4–0   | 4–0      | 2024-es EB-selejtező              |

## Sikerei, díjai
HJK
- Veikkausliiga
  - Bajnok (3): 2011, 2013, 2014

- Finn Kupa
  - Győztes (1): 2014

- Finn Ligakupa
  - Győztes (1): 2015
  - Döntős (1): 2012

Minnesota United
- US Open Cup
  - Döntős (1): 2019

Egyéni
- MLS All-Stars: 2024